# Erdőtarcsa

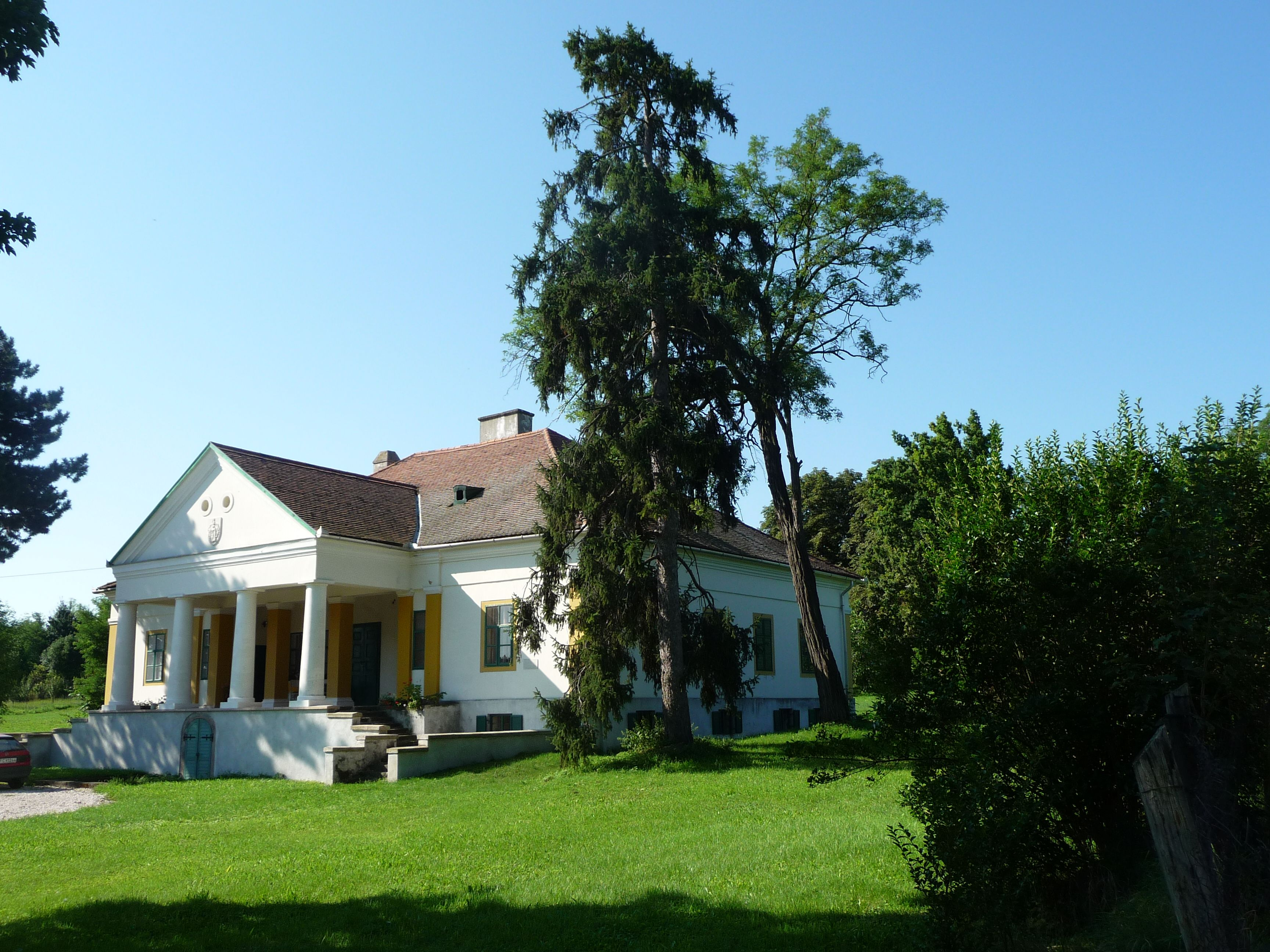
A Végh-kúria

Erdőtarcsa (szlovákul: Tarča) község Nógrád vármegyében, a Pásztói járásban. Erdő-Tartsa, régen Erdős-Tartsa erdeiről kapta a nevét, hogy megkülönböztessék a másik, tőle nem messze, Pest vármegyében lévő Tartsától (ma Nagytarcsa, illetve Kistarcsa).

## Fekvése
Budapesttől mintegy 60 kilométerre északkeletre fekszik, a Cserhát kisebb-nagyobb magaslatai között, a Tarcsai-patak (vagy Ilka-patak) völgyében, mely a belterületétől északra ered, Kiar-puszta közelében. A környék két legmagasabb pontja (Erdőtarcsa két oldalán) a Daróc-hegy és a Kopasz-hegy. A község közepén egy eliszaposodott melegforrás tör fel, aminek vize a téli hónapokban sem fagy be.
Területe 1507 hektár, amiből mindössze 85 hektár a belterület. A Novohrad-Nógrád UNESCO Globális Geopark települése.
A közvetlenül szomszédos települések: észak felől Szirák és Egyházasdengeleg, északkelet felől Héhalom, délkelet felől Nagykökényes, dél felől Verseg, délnyugat felől Kálló, nyugat felől Erdőkürt, északnyugat felől pedig Vanyarc.

### Megközelítése
Csak közúton érhető el, Kálló irányából a 2106-os útból kiágazó 21 152-es számú mellékúton, vagy ugyanezen útnak a 2109-es úttal képezett, Verseg és Héhalom közötti kereszteződése felől.

### Természeti viszonyok
Talaja közepesen kötött, mezőgazdasági művelésre kedvező.

## Története
Először egy 1404-ben kelt iratban említik: Zsigmond király az uralkodó pár szabójának, Pócsi Dénesnek adományozta. Egy ideig Báthory Istváné volt, majd 1528-ban Werbőczy István szerezte meg.
Lakossága hagyományosan főleg növénytermesztésből él. 1633-34-ben csaknem elnéptelenedett. A fellendülés az 1700-as évek közepén kezdődött. Régen a népnyelv „kastélyos” falunak nevezte, mivel a kis községben öt kastély, kúria is állt.
1845-től 6 éven át amikor csak tehette, itt, Meskó Miklós barátja kastélyában időzött Madách Imre.
A második világháború után a gazdátlanul maradt épületeket feldúlták, kifosztották. A kertek, parkok elvadultak, a fák jó részét kivágták.
1975-ben a megyei vezetés a legtöbb megmaradt parkot védetté nyilvánította.

## Közélete

### Polgármesterei
- 1990–1994: Mészáros László (független)[3]
- 1994–1998: Mészáros László (független)[4]
- 1998–2002: Mészáros László (független)[5]
- 2002–2006: Mészáros László János (független)[6]
- 2006–2010: Mészáros László János (független)[7]
- 2010–2014: Nagy Attiláné (független)[8]
- 2014–2016: Markó Anita (független)[9]
- 2016–2019: Csizmár Gyula (független)[10]
- 2019–2024: Markó Róbertné (független)[11]
- 2024– : Markó Róbertné (független)[1]

A településen 2016. november 27-én időközi polgármester-választást tartottak, az előző polgármester lemondása miatt.

## Népesség
A település népességének változása:
| Lakosok száma | 504  | 506  | 508  | 465  | 528  | 507  | 500  |
|               | 2013 | 2014 | 2015 | 2021 | 2022 | 2023 | 2024 |

2001-ben a település lakosságának 85%-a magyar, 15%-a cigány nemzetiségűnek vallotta magát.
A 2011-es népszámlálás során a lakosok 93,8%-a magyarnak, 10,7% cigánynak, 0,4% németnek, 1,4% szlováknak mondta magát (6% nem nyilatkozott; a kettős identitások miatt a végösszeg nagyobb lehet 100%-nál). A vallási megoszlás a következő volt: római katolikus 75,6%, református 2,1%, evangélikus 2,9%, görögkatolikus 0,2%, felekezeten kívüli 4,7% (14% nem nyilatkozott).
2022-ben a lakosság 89,6%-a vallotta magát magyarnak, 7,4% cigánynak, 0,6% szlováknak, 0,6% németnek, 0,6% románnak, 0,4% ukránnak, 0,2% görögnek, 3% egyéb, nem hazai nemzetiségűnek (10% nem nyilatkozott; a kettős identitások miatt a végösszeg nagyobb lehet 100%-nál). Vallásuk szerint 42,8% volt római katolikus, 2,8% református, 2,8% evangélikus, 0,9% görög katolikus, 1,9% egyéb katolikus, 12,3% felekezeten kívüli (36,2% nem válaszolt).

## Látnivalók
Az egykori kastélyok, kúriák ma műemlékek:
- 1870-ben épült a barokk stílusú Szentmiklóssy–Kubinyi-kastély, ami ma a Magyar Tudományos Akadémia alkotóháza.
- 1820-ban épült klasszicista stílusú Végh-kúria, jelenleg magánlakás.
- a 19. század második felében épült a szintén klasszicista stílusú Kubinyi-Márkus kúria, ami most a csak alsó tagozatos iskolának és az óvodának ad helyet.
- Halász Elemér kastélyát 1896-ban építették. Az épület köré a világ minden tájáról beszerzett fafajokat telepítettek. Kertje, a Dabasi-Halász arborétum természetvédelmi terület. Az épület nem látogatható, de az arborétum igen. Itt élő ritkaságok: amerikai mogyoró, vérbükk, lombhullató fenyők, ezüstfenyő, magyar tölgy. A telek 2010 nyarán teljesen elhanyagolt: ösvények, tájékoztató táblák nincsenek, embermagas a gaz, a kapu romokban.

Mesterházy Zsolt fenyőgyűjteménye elvileg vasárnaponként, előzetes bejelentkezéssel látogatható.
1742–1746-ban, barokk stílusban emelték a dombon álló római katolikus templomot, amit Szentmiklóssy Antal adományozott a falunak. Tornyát 1903-ban építették hozzá.
A kis, neogótikus evangélikus kápolnát, amit feltehetően Ybl Miklós tervezett, 1858-ban építették és 2005-ben újították fel. Az épület a romantikus építészet ritka emléke, különálló haranglábbal.
A falu központjában alakították ki a Millenniumi Emlékparkot, mellette szabadtéri színpaddal és kispályás focipályával.

## Képgaléria

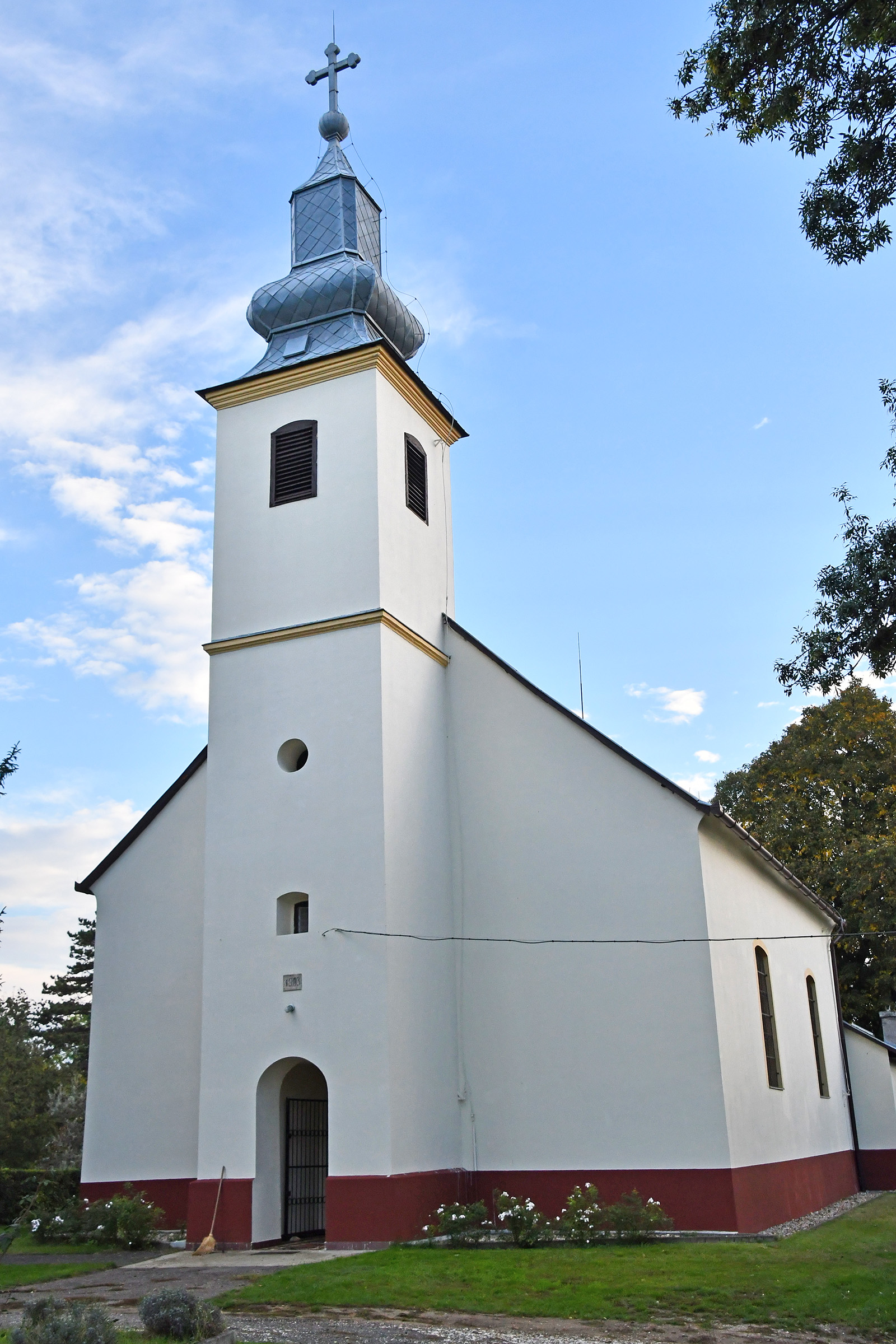
A római katolikus templom
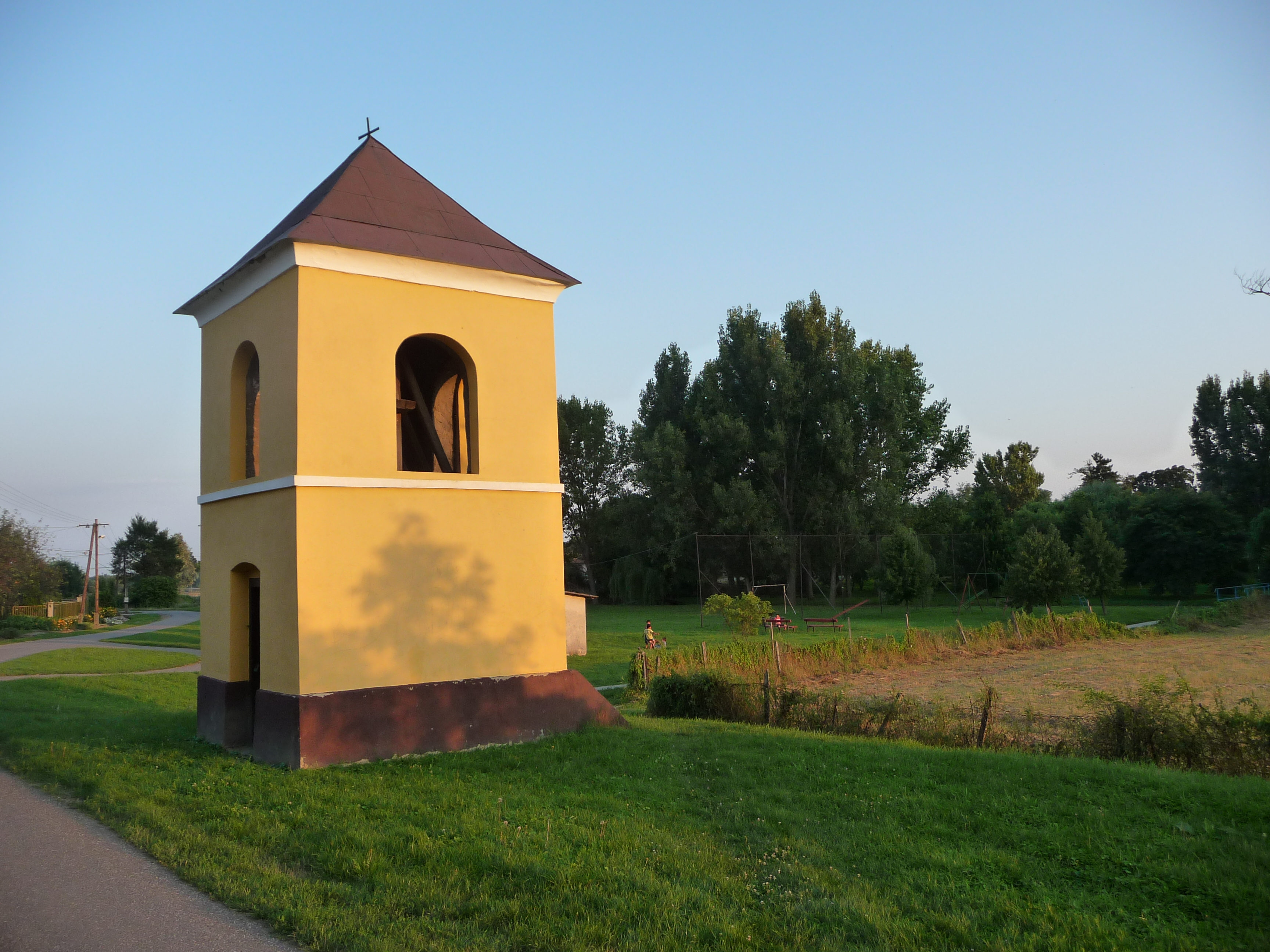
A harangtorony
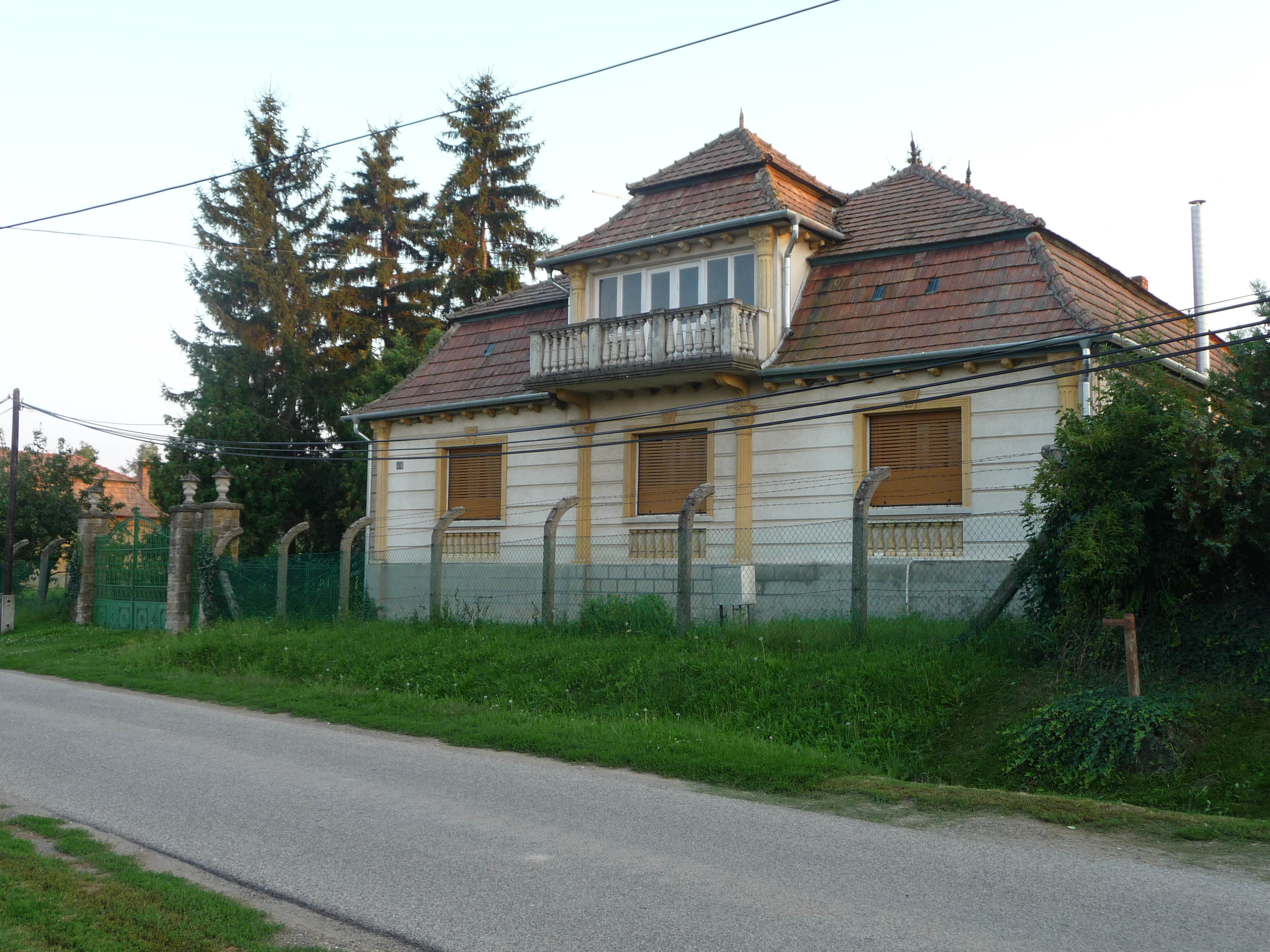
ház (Szabadság u. 8.)
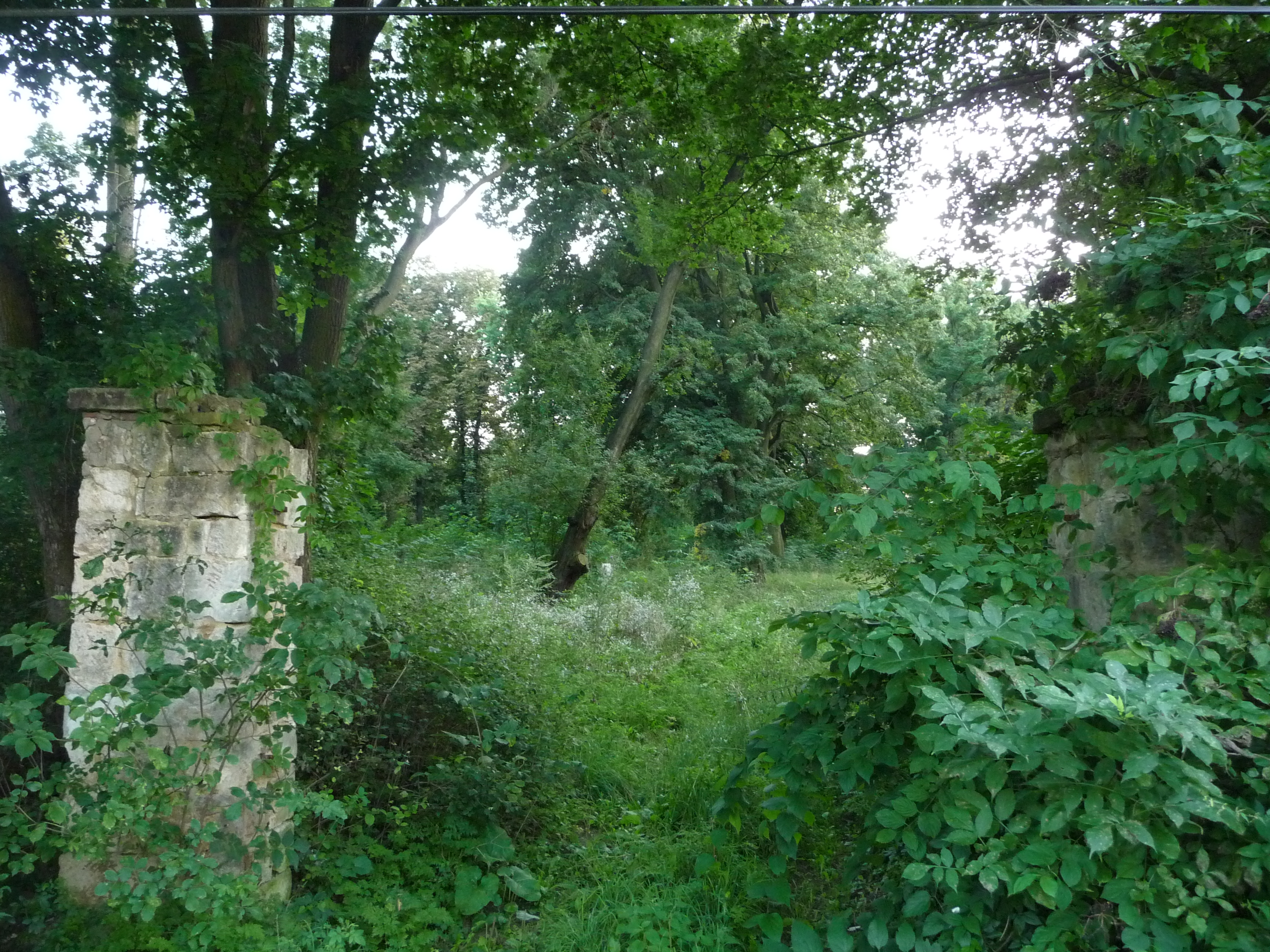
A Dabasi-Halász arborétum részlete a kapu maradványaival
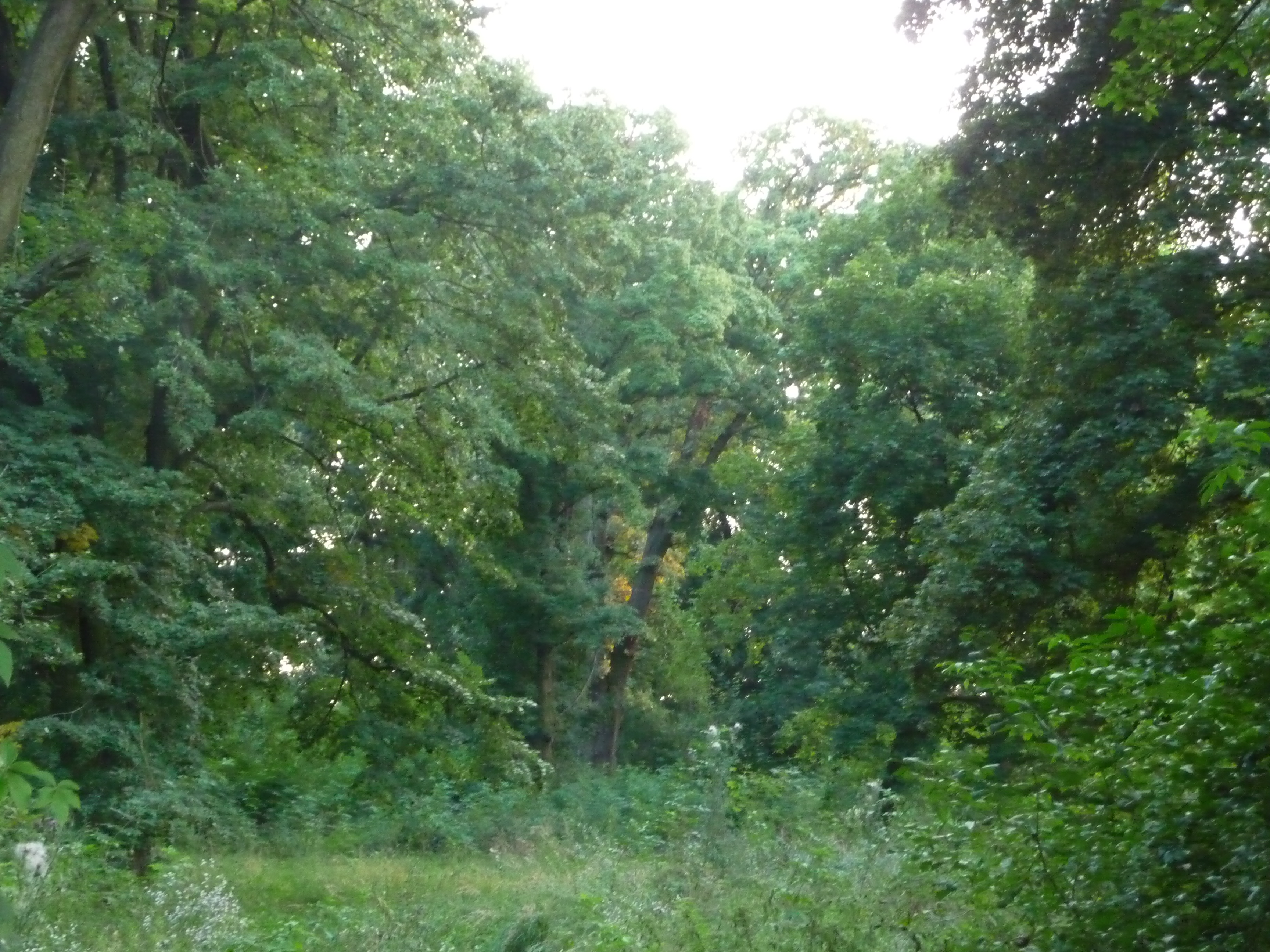
A Dabasi-Halász arborétum részlete
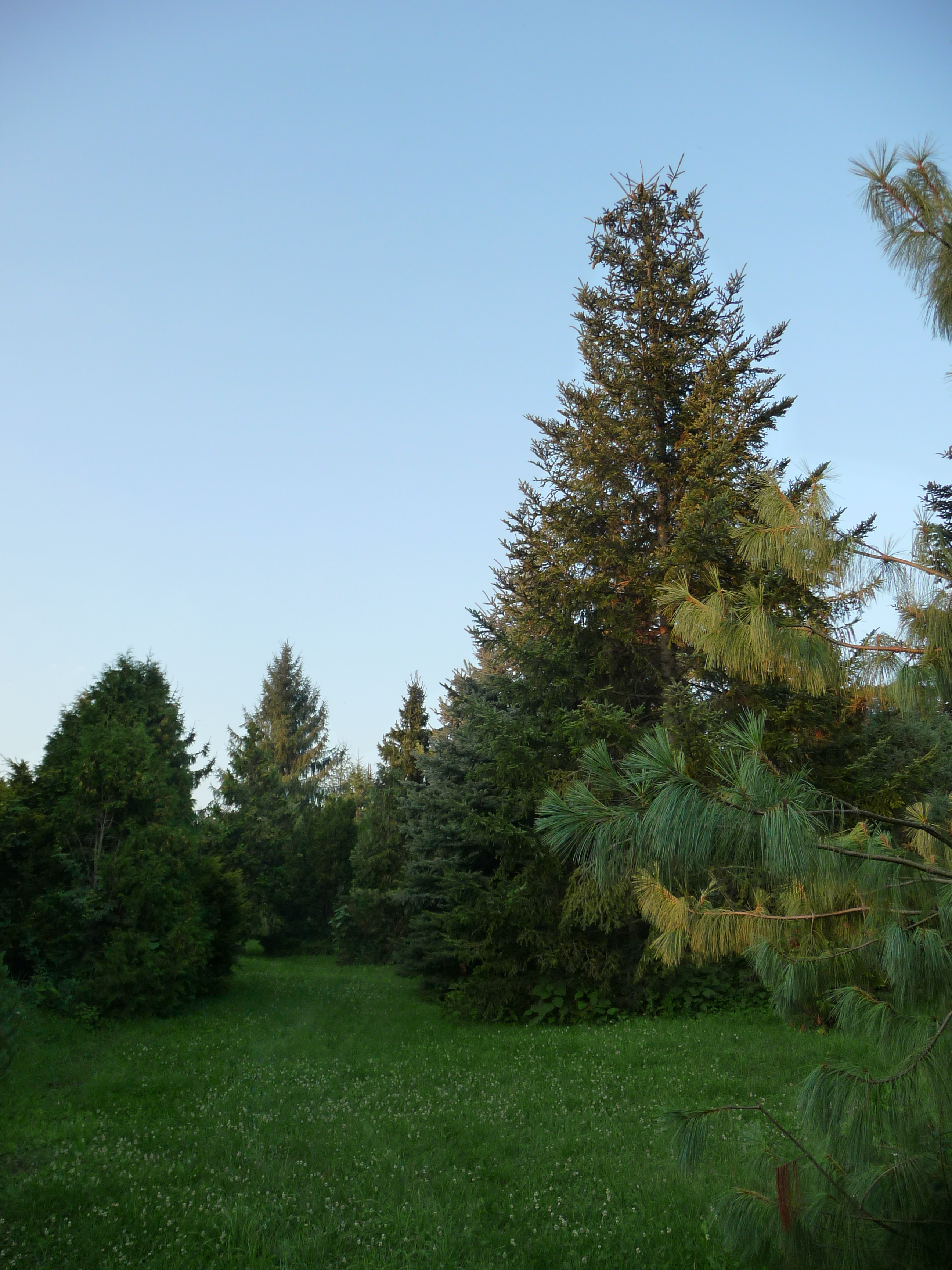
A fenyőgyűjtemény részlete az utca felől
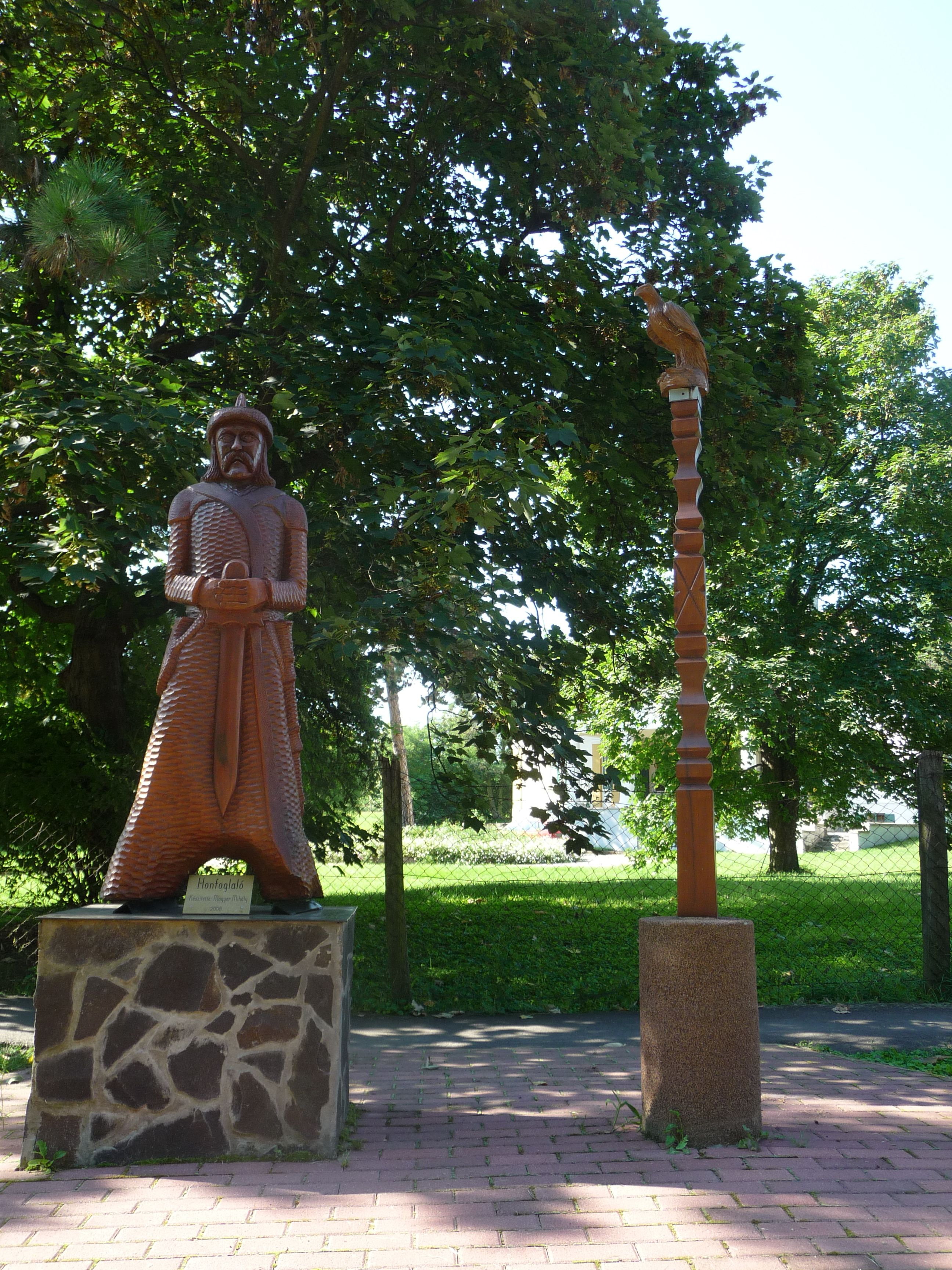
Magyar Mihály: Honfoglaló című kompozíciója (2008) a Végh-kúria előtt
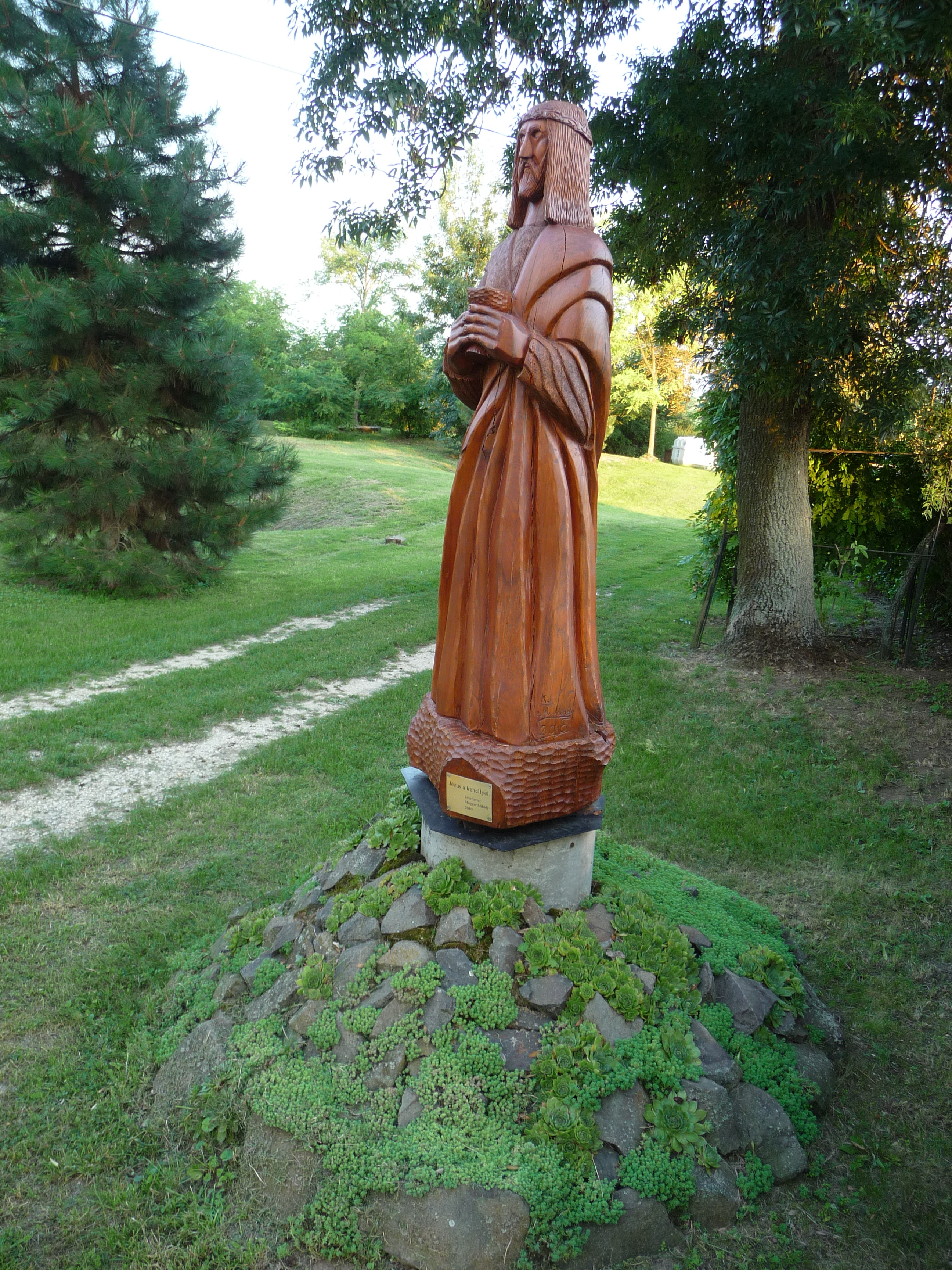
Magyar Mihály:  Jézus a kehellyel című szobra (2010) a temető bejáratánál